# RGE Sul
A RGE Sul foi uma concessionária do serviço público de energia elétrica que integrava o Grupo CPFL Energia e atendia a 118 municípios das regiões Metropolitana e do Centro-oeste do estado do Rio Grande do Sul, onde estava presente desde 1997 com o nome de AES Sul, pertencente à AES Brasil.
Em 16 de junho de 2016, a AES Sul foi vendida para o Grupo CPFL Energia por quase R$ 1,7 bilhões, passando a se chamar RGE Sul.

## RGE Sul em números
- 1.635 colaboradores próprios e 1.372 terceirizados;
- 1,3 milhão de unidades consumidoras;
- 3,7 milhões de pessoas atendidas;
- 99.512 km2 de área de concessão;
- 118 municípios;
- 62 subestações (duas móveis);
- 1.920,13 MVA de capacidade instalada de transformadores de potência de propriedade da RGE Sul;
- R$ 2,7 bilhões de receita líquida;
- R$ 206,5 milhões investidos na modernização e expansão da rede e no atendimento ao cliente;
- R$ 12,47 milhões em investimentos nas comunidades de nossa área de concessão;
- 9.530 GWh de energia distribuída para o mercado cativo e clientes livres de R$ 433,2 milhões de capital social.

## Fusão da RGE com a RGE Sul
Em 2019 a Rio Grande Energia foi incorporada pela RGE Sul Distribuidora Gaúcha de Energia S/A (antiga AES Sul), porém permanecendo com o nome fantasia RGE. É hoje a maior distribuidora da CPFL Energia em extensão territorial e número de cidades atendidas. A área de concessão da companhia, que é resultado do agrupamento das distribuidoras RGE e RGE Sul totaliza 189 mil km² de extensão, abrangendo as áreas urbanas e rurais das regiões Metropolitana, Centro-Oeste, Norte e Nordeste do estado. 